# 나탈리 드세이

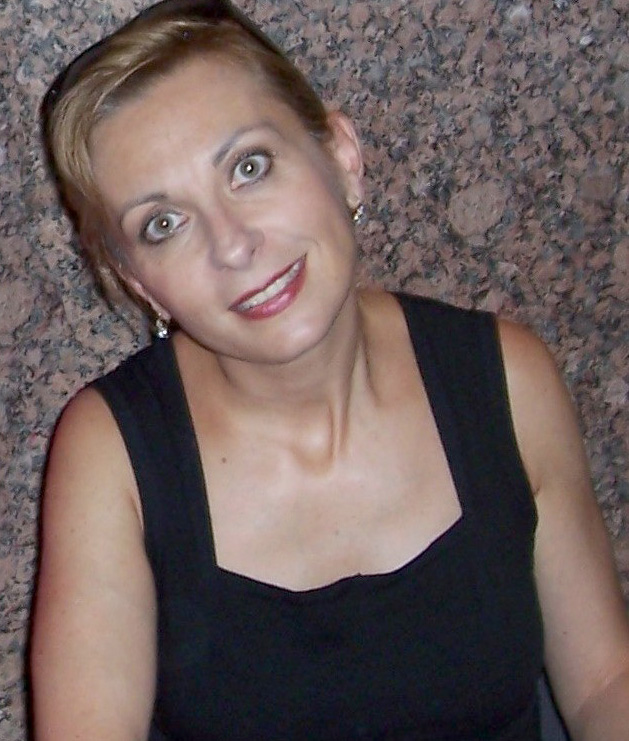

나탈리 드세이(프랑스어: Natalie Dessay, 1965년 4월 19일 ~ )는 프랑스의 소프라노 가수이다. 본명은 Nathalie Dessaix이다.

## 출연 작품
- 파리의 딜릴리 - 엠마 칼베 역 (목소리)